# فیلیپ دابنینگ
فیلیپ دابنینگ (انگلیسی: Philip Daubenspeck؛ ۲۸ اکتبر ۱۹۰۶ – ۶ مارس ۱۹۵۱) بازیکن واترپلو اهل ایالات متحده آمریکا بود.